# Sky Wu
Sky Wu (en chino tradicional, 伍思凱; en chino simplificado, 伍思凯; pinyin, Wǔ Sīkǎi; Wade-Giles, Wu Szŭ-k῾ai) es un compositor y cantante taiwanés, nacido sin embargo en Hong Kong, el 23 de julio de 1966, que gozó de gran popularidad en ese país y otros lugares de habla china en la década de los noventa. Estudió en el Berklee College of Music.

## Discografía
(Título en inglés)
- How To Say Love (1988, Coden)
- Waiting For You, Loving You (1989, Coden)
- My Dearest Friend(1989, Coden)
- Unique Love For You (1990, Coden)
- The Youth Zhang San Feng (1991, Coden)/ Who Knows TV Soundtrack
- Loving Too Much (1991, Coden)
- Different (1992, Coden)
- The Best Of Sky (I'm Really Not Bad) (1993, Coden)
- The Best Of Sky 2 (True Love) (1993, Dian Jian)
- You Are My Most Love (1993, Dian Jian)
- Love And Sorrow (1994, Dian Jian)
- In Touched (1995, Dian Jian)
- Who You Love (1996, Dian Jian)
- Dancing Under The Moonlight (1997, Dian Jian)
- How To Be A Friend? (1999, EMI)
- Sharing With SKY (2000, Sony Music)
- Wanting (2001, Sony Music)
- Pianist of Love (2003, Sony Music)

- Datos: Q9061796